# Sergej Babinov
Sergej Babinov (rusky Сергей Пантелеймонович Бабинов) (11. července 1955, Čeljabinsk, Sovětský svaz) je bývalý sovětský hokejový obránce.

## Klubová kariéra
Hrál za sovětské kluby Traktor Čeljabinsk, Křídla Sovětů Moskva a CSKA Moskva. S CSKA Moskva se stal devítinásobným vítězem sovětské hokejové ligy. A rovněž devětkrát s CSKA zvítězil v hokejovém Poháru mistrů evropských zemí.

## Reprezentační kariéra
Za sovětskou reprezentaci odehrál od roku 1975 do roku 1984 162 zápasů, ve kterých vstřelil 18 gólů. V roce 1976 se na ZOH v Innsbrucku stal olympijským vítězem. Dále se stal 4× mistrem světa. Byl členem sovětského týmu, který dosáhl na vítězství na Kanadském poháru v roce 1981.